# Malá Velká Británie
Malá Velká Británie (v anglickém originále Little Britain) je britský komediální seriál, takzvaný sitcom. Původně to byla rozhlasová show vysílaná na BBC Radio 4, kterou vymysleli David Walliams a Matt Lucas. Název pořadu vznikl spojením termínů "Little England" a "Great Britain" a také podle viktoriánské čtvrti v Londýně. Seriál se skládá z krátkých skečů, ve kterých se autoři snaží parodovat obraz dnešní britské společnosti. Každý skeč začíná krátkým vyprávěním k danému ději, o které se postaral britský herec Tom Baker. Většina postav v seriálu má vlastní často opakované fráze. Mnohé z nich ve Spojeném království zlidověly.

## Obsazení
Všechny hlavní postavy ztvárnili David Walliams a Matt Lucas. Dále v seriálu vystupují Tom Baker (vypravěč), Anthony Head (předseda vlády), Ruth Jones (Myfanwy), Charu Bala Chokshi (Meera), Joann Condon (tlustá Pat) a v dalších rolích Paul Putner, Steve Furst, Sally Rogers, David Foxxe, Samantha Powerová, Yuki Kushida a Stirling Gallacher.

### Hosté
Od začátku v seriálu vystupovalo spoustu hvězdných hostů. Patří mezi ně Imelda Staunton (Andyho náhradní opatrovnice), Rob Brydon (exmanžel Bubly Bůčkové), Jamie Theakston (přítel předsedy vlády), Dawn French (matka Vicky Pollardové), Kate Moss (sestra Vicky Pollardové), Nigel Havers (vůdce opozice), Patricia Kane (postarší obyvatelka Llandewi Breffi), Peter Kay (švagr Ting Tong), Sally Hawkins (přítelkyně hypnotizéra Kennyho Craiga), Ruth Madoc (matka Daffyda Thomase), Christian Coulson (student herectví).
Mnohé celebrity ztvárnily sami sebe, jako např. Russell Brand, David Baddiel, Jennie Bond, Ronnie Corbett, Paul Daniels a Debbie McGee (scéna byla vynechána), Cat Deeley, Vanessa Feltz, Trisha Goddard, Keith Harris (in deleted scenes Orville the Duck defecated on Matt Lucas), Elton John, Derek Martin, Paul McKenna, George Michael, Richard Madeley a Judy Finnigan (alias Richard a Judy), David Soul, Les McKeown, Mollie Sugden, Mark Morriss a Robbie Williams.

## Postavy
Malá Velká Británie obsahuje mnoho postav, většinu z nich ztvárnili s pomocí kostýmů a make-upů David Walliams a Matt Lucas.
Hlavní postavy
- Lů a Andy
- Vicky Pollardová
- Bubla Bůčková (a Desiree)
- Daffyd Thomas
- Dennis Waterman
- Harvey a Jane
- Kenny Craig
- Ray McCooney
- Carol Pivková
- Emily a Florence
- Marjoire Dawesová
- Dudley a Ting Tong
- Sebastian Love
- Míra

Vedlejší postavy
- Des Kaye
- Maggie Mouřnínová
- Myfanwy
- Meera (Antišpekouni)
- paní Emeryová
- Michael (prezident)
- Paul (Antišpekouni)
- Pat (Antišpekouni)
- Roman Bůček
- Shelley Pollardová (matka Vicky)
- Roy (prodavač v obchodě)
- Pete Pollard (otec Vicky)
- Katie Pollardová (sestra Vicky)
- Linda Flintová

## České znění
Všechny postavy, které ztvárnil David Walliams – Petr Rychlý
Všechny postavy, které ztvárnil Matt Lucas – Bohdan Tůma
Vypravěč – Jan Šťastný
Předseda vlády – Otakar Brousek ml.

## Historie

### Rozhlasový pořad
Malá Velká Británie se původně od roku 2001 vysílala jako rozhlasová show na BBC Radio 4, produkoval jí Ashley Blaker. V únoru 2004 začalo Radio 4 všechny epizody (upravené tak, aby se hodily pro vysílání v 18:30) opakovat. Vysílání se překrývalo s opakováním na stanici BBC 7, které začalo v polovině března.

### Televizní seriál

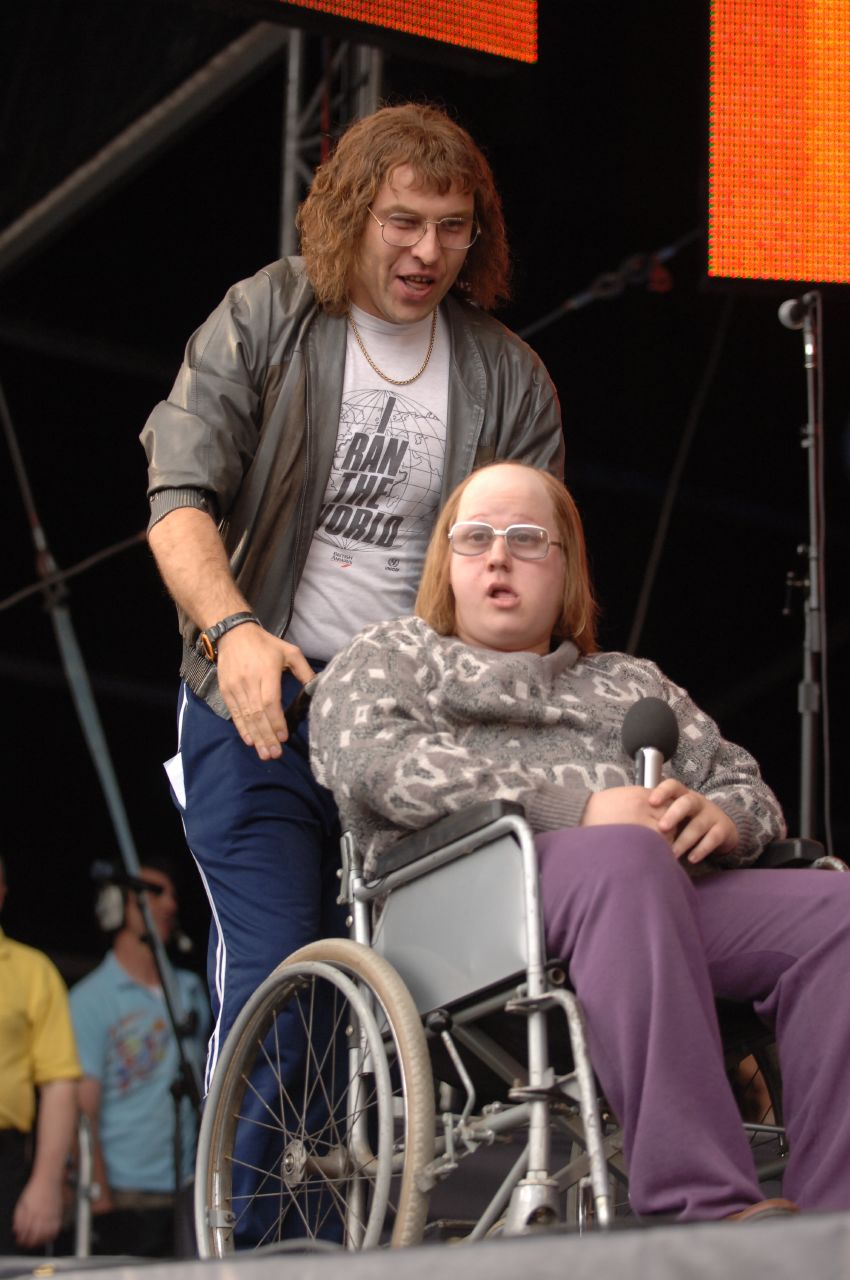
Lou Todd a Andy Pipkin

Stejně jako několik dalších zábavných pořadů BBC, přešla Malá Velká Británie z rádia do televize. Většinu postav a scének autoři z rozhlasové verze převzali. Všechny epizody k seriálu byly natočeny v prostorách Pinewood Studios.
První série (2003) - První série se začala vysílat 4. prosince 2003 na BBC Three. I když reakce byly smíšené, mnoho kritiků tato série nadchla, a tak se autoři rozhodli natočit další.
Druhá série (2004) - V druhé sérii do seriálu přibylo několik nových postav. Série se začala vysílat 19. října 2004 na BBC Three.
Třetí série (2005) - Třetí série se začala vysílat 17. listopadu 2005 na BBC One a skončila o šest týdnů později. Po odvysílání nebylo jasné, zda se natočí i další série, ale Walliams a Lucas se rozhodli začít s jiným seriálem.
Little, Little Britain (2005) - V roce 2005 za účelem získání peněz pro Comic Relief, natočili Walliams a Lucas speciál s názvem Little, Little Britain. Pořad zahrnoval řadu skečů se známými osobnostmi jako byli George Michael, Robbie Williams nebo Sir Elton John.
Malá Velká Británie v cizině (2006) - Dva vánoční speciály, které se vysílaly v roce 2006. V každém skeči nějaká postava navštěvuje cizí zemi.

### Malá Velká Británie živě
Po úspěchu televizního seriálu se Walliams a Lucas rozhodli vytvořit putovní jevištní show, se kterou od října 2005 do prosince 2006 projeli celou Velkou Británii. Na počátku roku 2007 odehráli svá vystoupení i v Austrálii. Během těchto vystoupení měli diváci možnost vidět všechny známé postavy ze seriálu na živo.

### Malá Velká Británie v USA
V roce 2007, Walliams a Lucas oznámili, že Malá Velká Británie již nebude pokračovat, ale natočí se americká verze seriálu pod názvem Malá Velká Británie v USA. V seriálu vystupují stejné postavy jako v britské verzi, ale přibyly také nové. Poprvé se seriál vysílal v neděli 28. září 2008 na HBO, o týden později pak na BBC One v Británii. I když jde o samostatný seriál, mnozí ho chybně považují za čtvrtou sérii Malé Velké Británie.

### Ostatní
Matt Lucas (jako Andy Pipkin) a Peter Kay (jako Brian Potter) nahráli společně s The Proclaimers novou verzi písně "I'm Gonna Be". Tato verze byla 19. března 2007 vydána jako charitativní singl pro Comic Relief.
V roce 2006 vznikl v Rusku seriál pod názvem "Nasha Russia", který se nechal inspirovat Malou Velkou Británií, aniž by si jeho tvůrci koupili práva.

## Kontroverze
V červnu 2020 byl pořad stažen z většiny velkých streamovacích služeb včetně Netflixu, které tak učinily v reakci na debatu o zobrazování menšin v médiích v návaznosti na protirasistické protesty po smrti George Floyda. Sitcom byl dlouhodobě kritizován za použití tzv. „blackface“ či nekorektního zobrazení postižených a LGBT osob. Walliams a Lucas se za tyto části seriálu omluvili na Twitteru. Odstranění rozhněvalo některé diváky.